# Jemyma Betrian
Jemyma Zippora Betrian (Santa Rosa, 24 januari 1991) is een Curaçaos-Nederlands boksster en kickboksster. Ze komt uit in het vedergewicht tot 57 kg. Op de Wereldkampioenschappen vrouwenboksen 2018 en op de Europese Spelen 2019 won zij een bronzen medaille. Daarvoor was zij meermalen wereldkampioene Muay Thai kickboksen.

## Leven
Betrian werd geboren op Curaçao en groeide op in Santa Rosa. Met haar ouders verhuisde ze op 5-jarige leeftijd naar Nijmegen. In 2005 begon ze met kickboksen en trainde op de sportschool Team Explosion. Tijdens haar verblijf in Glendale, Verenigde Staten trainde ze tevens mixed martial arts (MMA) en nam ze deel aan profwedstrijden. In de disciplines kickboksen en boksen werd ze Nederlands kampioene en behaalde ze meerdere Europese en wereldtitels.
Betrian woont in Lent en geeft in het dagelijks leven les aan kinderen op sportscholen in Nijmegen en Arnhem.

## Successen
Betrian werd WBC wereldkampioene Muay Thai in de klasse bantamgewicht in 2012 in Las Vegas, Verenigde Staten. Zij won van Taina Caverly uit Australië bij unanieme beslissing. In 2013 en 2014 verdedigde ze met succes haar titel. Haar tegenstanders Marcela Soto van Puerto Rico in 2013 en de Britse Christi Brereton in 2014 sloeg zij knockout (KO).
In 2017 maakte Betrian de overstap naar boksen. In 2018 debuteerde ze op de AIBA Wereldkampioenschappen in New Delhi en won de bronzen medaille in het vedergewicht. Ze schakelde in de 1/8 finale de Zuid-Koreaanse Im Ae-ji door KO uit en versloeg Alessia Mesiano, de Italiaanse wereldkampioen van 2016, in de kwartfinale. In de strijd om de finale verloor ze van Ornella Wahner uit Duitsland. Op de 2de Europese Spelen in Minsk in 2019 won ze de bronzen medaille. In de halve finales verloor ze van Stanimira Petrova uit Bulgarije. Op de AIBA Wereldkampioenschappen van 2019 in Oelan-Oede stond Betrian als vierde op de plaatsingslijst. In de kwartfinales verloor zij met 3-2 van de Russin Liudmila Vorontsowa.

## Titels
- 2018: goud Eindhoven Box Cup
- 2014: Wereldkampioen WLF - Kunlun Fight
- 2014: Wereldkampioen Muay Thai WKC / bantamgewicht
- 2013: Europees kampioen IMTU / bantamgewicht
- 2012: Wereldkampioen Muay Thai WBC / bantamgewicht (2x titelverdediging)
- 2010: Internationaal kampioen Muay Thai WFC / super-vlieggewicht
- 2010: Europees kampioen WFCA K-1 rules / bantamgewicht
- 2007: Nederlands kampioen MON / vlieggewicht
- 2007: Wereldkampioen Muay Thai IFMA (Bangkok), Thailand Silver / -54 kg